# 헬레 토르닝슈미트
헬레 토르닝슈미트(덴마크어: Helle Thorning-Schmidt, 1966년 12월 14일~)은 덴마크의 정치인이며, 2011년부터 2015년까지 제50대 덴마크의 총리로 재직하였다.
코펜하겐 대학교에서 정치학을 전공하였다. 사회민주당에서 활동했으며, 2005년 국회의원으로 선출되었다. 2011년 9월 15일 치러진 총선에서는 집권 벤스터(Venstre)에 이어 두 번째로 많은 의석을 얻었으나 중도 좌파 연합 의석을 합치면 가장 많은 의석을 얻은 승리를 거두었다. 이에 따라 그는 중도 좌파 연정을 구성하여 덴마크 최초의 여성 총리로 취임하였다.